# Honda Pilot
La Honda Pilot è un'autovettura prodotta dalla casa automobilistica giapponese Honda a partire dal 2002.
Prodotto principalmente per essere destinato al mercato nordamericano, la Pilot è il SUV più grande prodotto dalla Honda, assemblato a Lincoln in Alabama ed è stato prodotto ad Alliston in Ontario fino ad aprile 2007. La prima generazione di Pilot è stata introdotta nell'aprile 2002. La vettura condivide la piattaforma con l'Acura MDX e con la Honda Odyssey per il mercato nordamericano.
La Pilot è venduta in Nord America e Medio Oriente, mentre la seconda generazione è stata venduto anche in Russia, Ucraina, Corea del Sud, America Latina e Filippine.